# Lijst van Spaanse autosnelwegen
Een overzicht van de Spaanse nationale autosnelwegen (die door de Spaanse overheid worden beheerd):

Het Spaanse snelwegnet (blauw = nationale autosnelwegen, andere kleuren = beheerd door lokale overheden)

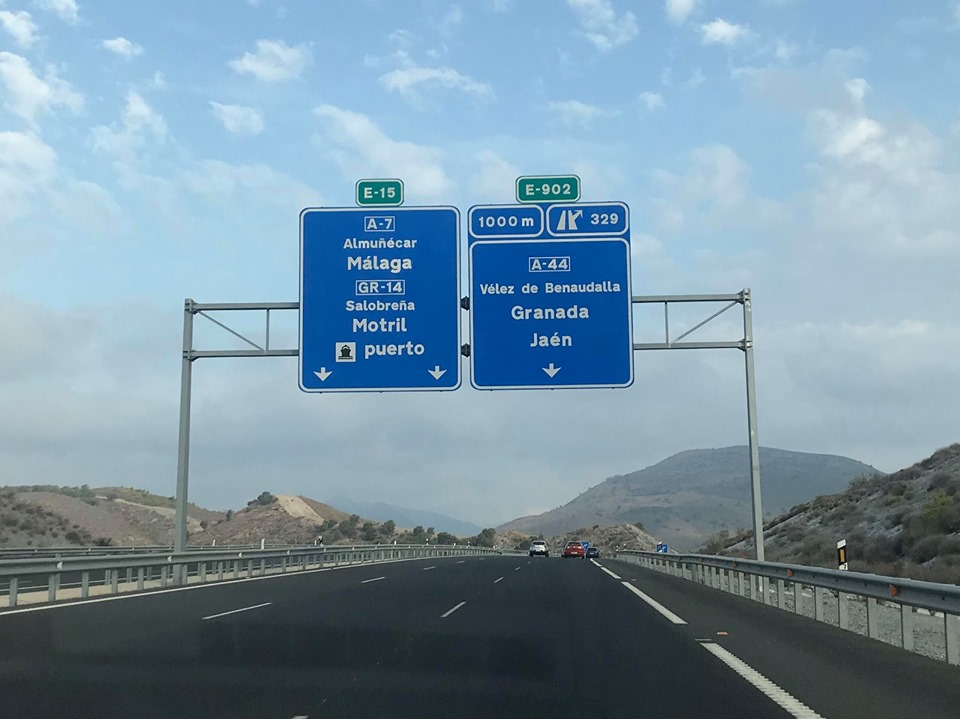
De A-7 en de A-44

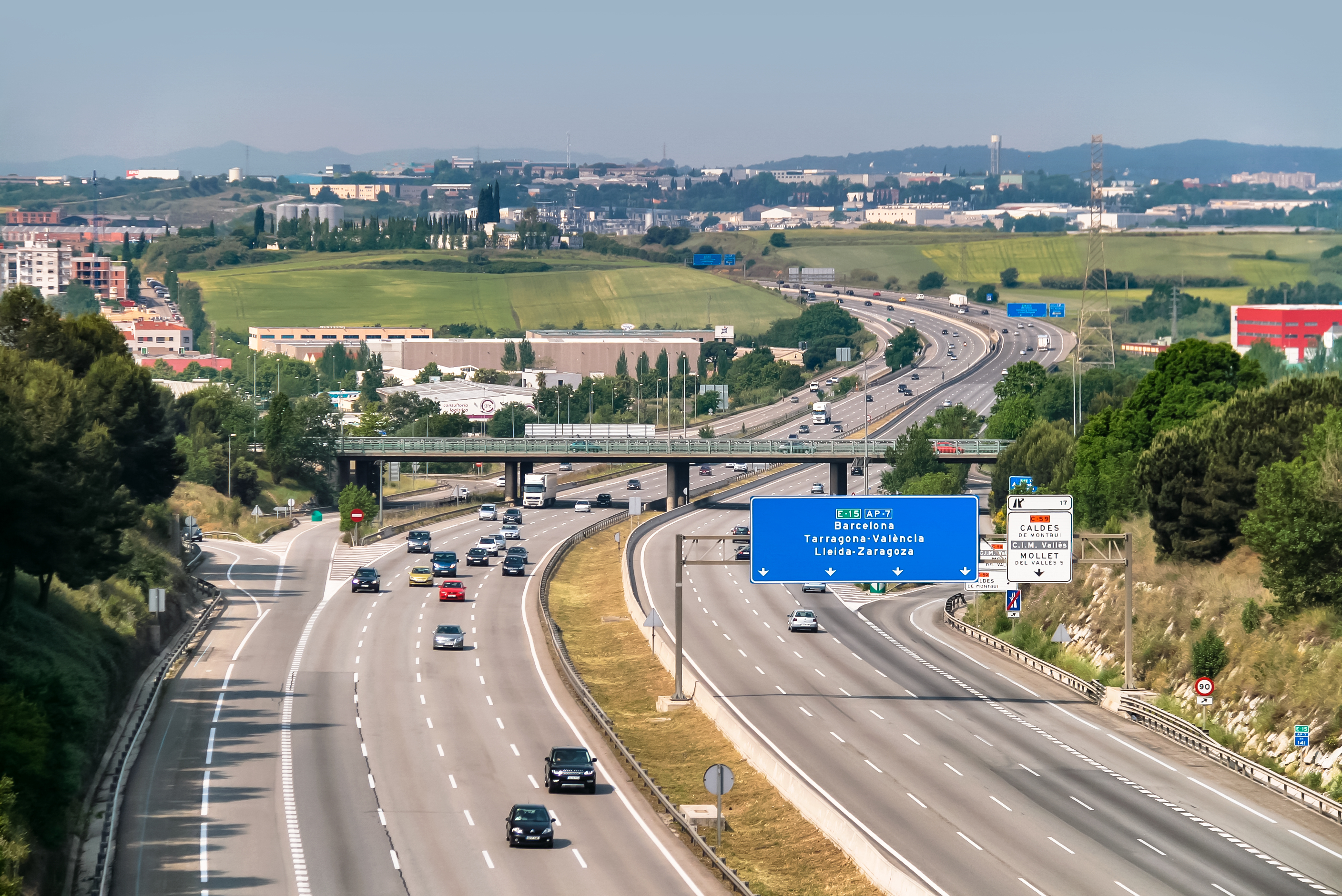
De AP-7

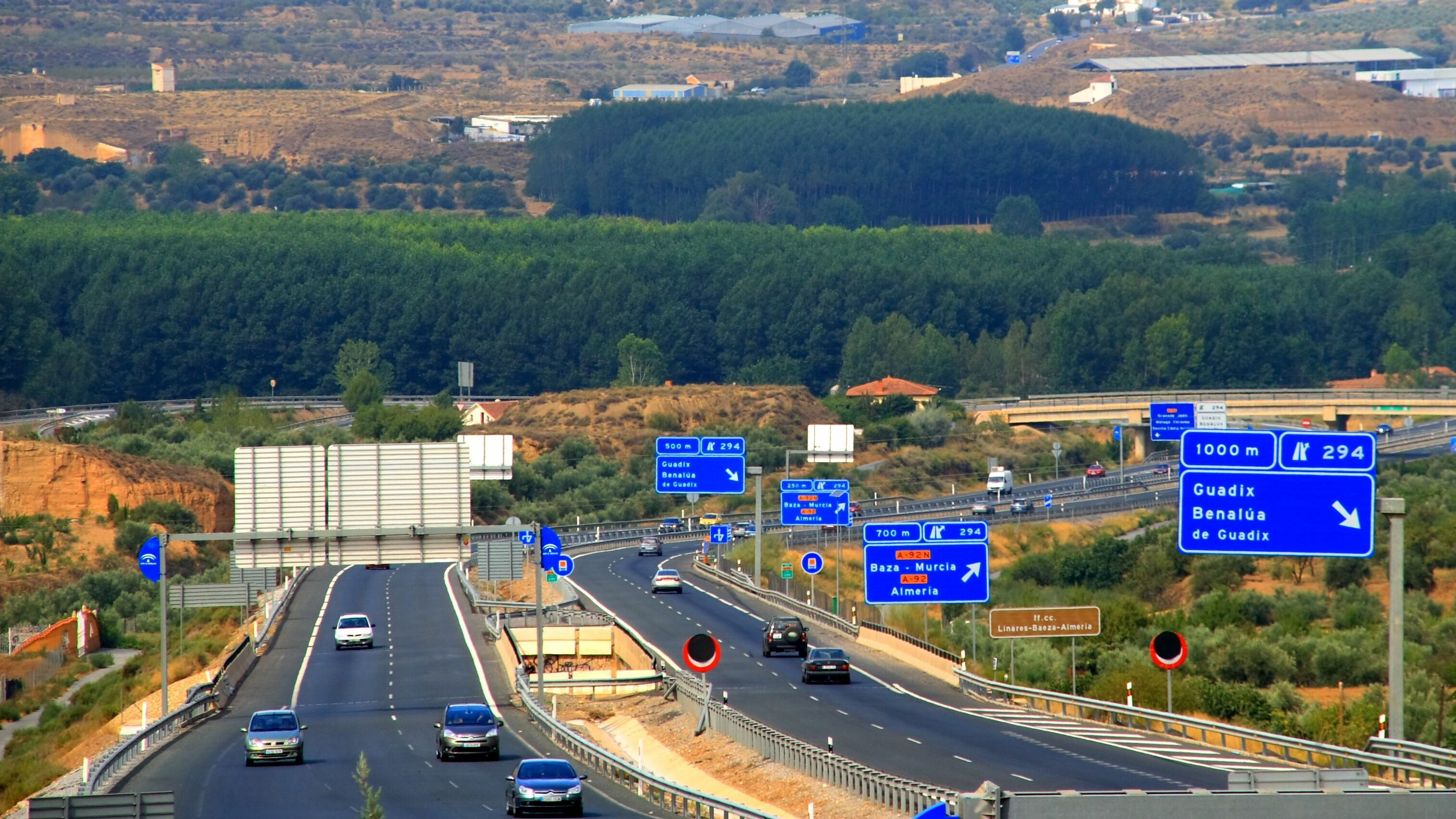
De A-92

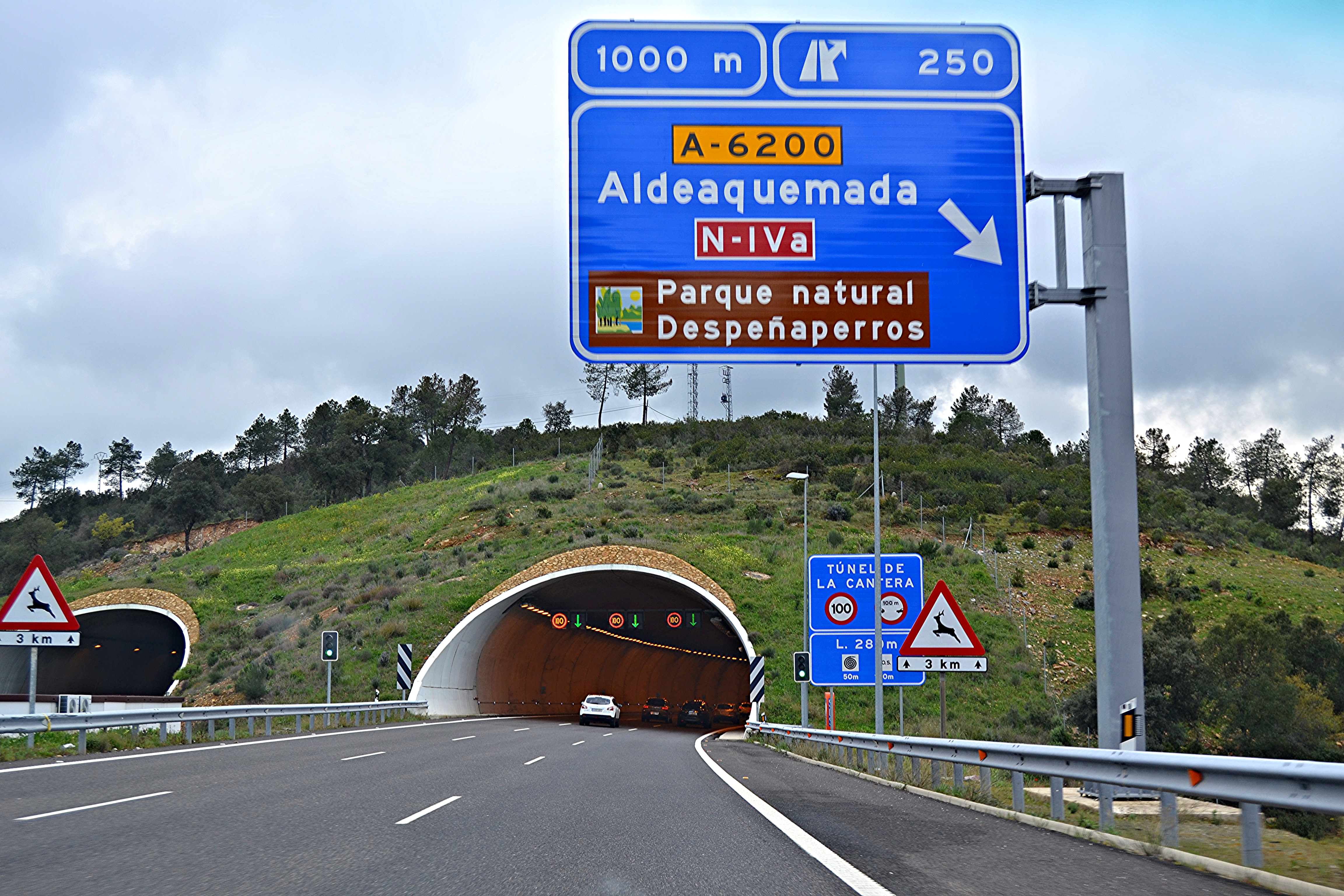
De A-4

| Aanduiding | Benaming                                                        | Traject |
| ---------- | --------------------------------------------------------------- | --- |
| A-1        | Autovía del Norte Iparraldeko Autobia                           | * Madrid - Burgos * Miranda de Ebro - Vitoria-Gasteiz - San Sebastian |
| AP-1       | Autopista del Norte Iparraldeko Autobidea                       | * Burgos - Miranda de Ebro - Armiñón * Bergara - Eibar |
| A-2        | Autovía del Nordeste Autovia del Nord-est                       | * Madrid - Guadalajara - Zaragoza - Alfajarín * Fraga - Lleida - Barcelona |
| AP-2       | Autopista del Nordeste Autopista del Nord-est                   | Alfajarín - Lleida - El Vendrell |
| A-3        | Autovía del Este                                                | Madrid - Atalaya del Cañavate - Valencia |
| A-4        | Autovía del Sur                                                 | * Madrid - Córdoba - Sevilla * Jerez de la Frontera - El Puerto de Santa María - A-48                                                                                           |
| AP-4       | Autopista del Sur                                               | Sevilla - Cádiz |
| A-5        | Autovía del Suroeste                                            | Madrid - Mérida - Badajoz - Portugal |
| A-6        | Autovía del Noroeste Autovía do Noroeste                        | * Madrid - Collado Villalba * Adanero - Tordesillas - Benavente - Lugo - A Coruña                                                                                               |
| AP-6       | Autopista del Noroeste                                          | Collado Villalba - Adanero |
| A-7        | Autovía del Mediterráneo Autovia del Mediterrani                | * Tarragona - Mont-roig del Camp * Castellón - Sagunto - Valencia - Silla - Xàtiva * Alcoi - Alicante * Elx - Crevillent - Murcia - Almería - Adra * Nerja - Málaga - Algeciras |
| AP-7       | Autopista del Mediterráneo Autopista del Mediterrani            | * Frankrijk - La Jonquera - Girona - Barcelona - Tarragona - Puçol * Silla - Alicante * Crevillent - Cartagena - Vera * Málaga - Guadiaro                                       |
| A-8        | Autovía del Cantábrico Kantauriko Autobia                       | * Bilbao - Solares * Torrelavega - Unquera * Llanes - Gijón |
| AP-8       | Autopista del Cantábrico Kantauriko Autobidea                   | Frankrijk - San Sebastian - Bilbao |
| AP-9       | Autopista del Atlántico Autopista do Atlantico                  | Ferrol - A Coruña - Santiago - Pontevedra - Vigo - Tui - Portugal |
| A-10       | Autovía de la Barranca Sakanako Autobia                         | Irurtzun - Altsasu |
| A-11       | Autovía del Duero                                               | Tordesillas - Zamora |
| A-12       | Autovía del Camino de Santiago Donejakue bideko autobia         | * Pamplona - Logroño * Burgos - León |
| A-13       | -                                                               | Acceso Sureste-Nordeste de Logroño |
| A-14       | -                                                               | Lleida - * - Vielha e Mijaran - * - Frankrijk |
| A-15       | Autovía de Navarra Nafarroako autobia                           | Medinaceli - * - Almazán - * - Soria - * - Tudela |
| AP-15      | Autopista de Navarra Nafarroako autobidea                       | Tudela - Pamplona - Irurtzun |
| A-20       | -                                                               | - |
| A-21       | Autovía del Pirineo                                             | Pamplona - * - Jaca |
| A-22       | -                                                               | Lleida - * - Huesca |
| A-23       | Autovía Mudéjar                                                 | Sagunto - Teruel - Zaragoza - Huesca - * - Somport - * - Frankrijk |
| A-24       | -                                                               | Daroca - * - Calatayud - * - Soria - * - Burgos |
| A-25       | -                                                               | - |
| A-26       | -                                                               | Figueres - * - Olot |
| A-27       | -                                                               | Tarragona - * - Montblanc |
| A-28       | -                                                               | - |
| A-29       | -                                                               | - |
| A-30       | Autovía de Murcia                                               | Albacete - Murcia - Cartagena |
| A-31       | Autovía de Alicante Autovia d'Alacant                           | Atalaya del Cañavate - Albacete - Alicante |
| A-32       | Autovía de Levante                                              | Bailén - * - Linares - * - Albacete |
| A-33       | -                                                               | Cieza - * - Yecla - * - Fuente la Higuera |
| A-34       | -                                                               | - |
| A-35       | -                                                               | Almansa - Xàtiva |
| AP-36      | Autopista Ocaña-la Roda                                         | Ocaña - Quintanar de la Orden - Mota del Cuervo - La Roda |
| AP-37      | -                                                               | Alicante - * - Murcia |
| A-38       | -                                                               | - |
| A-39       | -                                                               | - |
| A-40       | Autovía de Castilla-La Mancha                                   | Maqueda - Toledo - * - Cuenca - * - Teruel |
| A-41       | -                                                               | Madrid - Toledo - * - Ciudad Real - Córdoba |
| A-42       | Autovía de Toledo                                               | Madrid - Toledo |
| A-43       | Autovía Extremadura-Comunidad Valenciana                        | Mérida - * - Ciudad Real - Manzanares - * - Argamasilla de Alba - Tomelloso - * - San Clemente - Atalaya del Cañavate                                                           |
| A-44       | Autovía de Sierra Nevada                                        | Bailén - Jaén - Granada - Motril |
| A-45       | Autovía de Málaga                                               | Córdoba - Málaga |
| AP-46      | -                                                               | Alto de las Pedrizas - * - Málaga |
| A-47       | -                                                               | Sevilla - * - Rosal de la Frontera - Portugal |
| A-48       | Autovía Costa de la Luz                                         | Cádiz - Algeciras |
| A-49       | Autovía del Quinto Centenario                                   | Sevilla - Huelva - Ayamonte - Portugal |
| A-50       | Autovía de la Cultura                                           | Ávila - * - Salamanca |
| AP-51      | Conexión Ávila                                                  | Villacastín - Ávila |
| A-52       | Autovía de las Rías Bajas Autovía das Rias Baixas               | Benavente - Ourense - Vigo |
| AP-53      | Autopista Central Gallega Autoestrada Central Galega            | Ourense - Santiago |
| A-54       |                                                                 | Lugo - * - Santiago |
| A-55       | -                                                               | Vigo - Tui - Portugal |
| A-56       | -                                                               | Guntín de Pallares - * - Ourense |
| A-57       | -                                                               | La Cañiza - * - Pontevedra |
| A-58       | -                                                               | Trujillo - * - Cáceres |
| A-59       | -                                                               | - |
| A-60       | -                                                               | Valladolid - * - León |
| AP-61      | Conexión Segovia                                                | San Rafael - Segovia |
| A-62       | Autovía de Castilla                                             | Burgos - Valladolid - Salamanca - Fuentes de Oñoro - Portugal |
| A-63       | -                                                               | Oviedo - La Espina |
| A-64       | -                                                               | Villaviciosa - Oviedo |
| A-65       | -                                                               | Benavente - * - Palencia |
| A-66       | Autovía Ruta de la Plata                                        | Gijón - Oviedo - León - * - Zamora - * - Salamanca - * - Cáceres - * - Badajoz - * - Sevilla                                                                                    |
| AP-66      | Autovía Ruta de la Plata                                        | Campomanes - Onzonilla |
| A-67       | Autovía Cantabria-Meseta                                        | Santander - Reinosa - Palencia - Venta de Baños |
| A-68       | Autovía del Ebro Ebroko autobia                                 | Miranda de Ebro - * - Logroño - * - Tudela - * - Zaragoza - * - Alcañiz - * - Valdealgorfa                                                                                      |
| AP-68      | Autopista Vasco-aragonesa Eusko-Aragoiar Autobidea              | Bilbao - Logroño - Zaragoza |
| AP-69      | Autopista Dos Mares                                             | Cantabrië - * - Pancorbo - * - Haro |
| A-70       | Circunvalación de Alicante Autovia de circumval·lació d'Alacant | - |
| AP-71      | Autopista León-Astorga                                          | León - Astorga |
| A-72       | -                                                               | Monforte de Lemos - * - Chantada |
| A-73       | -                                                               | Burgos - * - Aguilar de Campoo |
| A-74       | -                                                               | Almadén - * - A-43 |
| A-75       | -                                                               | Verín (A-52) - * - Portugal |
| A-76       | -                                                               | Ponferrada - * - Ourense |
| A-77       | -                                                               | Acceso Noroeste a Alicante Accés Nord-oest a Alacant |
| A-78       | -                                                               | Crevillent - Elx |
| A-79       | -                                                               | Alicante - Elx |
| A-80       | Autovía del Sella                                               | Ribadesella - * - Cangas de Onís |
| A-91       | -                                                               | Puerto Lumbreras - Vélez Rubio |
| A-92       | -                                                               | Sevilla - Guadix |
| A-92N      | -                                                               | Guadix - Puerto Lumbreras |
| A-92S      | -                                                               | Guadix - Almería |
| A-231      | -                                                               | León - Burgos |

(*in aanleg of geprojecteerd)
Behalve bovengenoemde nationale autosnelwegen zijn er ook snelwegen in beheer van autonome gemeenschappen en andere lokale overheden.
Autopistas:
AP-1
· AP-2 
· AP-4
· AP-6
· AP-7
· AP-8
· AP-9
· AP-15
· AP-36
· AP-37
· AP-41
· AP-46
· AP-51
· AP-53
· AP-61
· AP-66
· AP-68
· AP-69
· AP-71
· R-1
· R-2
· R-3
· R-4
· R-5

Autovías:
A-1
· A-2
· A-3
· A-4
· A-5
· A-6
· A-7
· A-8
· A-10
· A-11
· A-12
· A-13
· A-14
· A-15
· A-16
· A-19
· A-21
· A-22
· A-23
· A-24
· A-26
· A-27
· A-28
· A-30
· A-31
· A-32
· A-33
· A-34
· A-35
· A-38
· A-40
· A-41
· A-42
· A-43
· A-44
· A-45
· A-48
· A-49
· A-50
· A-52
· A-54
· A-55
· A-56
· A-57
· A-58
· A-59
· A-60
· A-62
· A-63
· A-64
· A-65
· A-66
· A-67
· A-68 
· A-70
· A-72
· A-73
· A-74
· A-75
· A-76
· A-77
· A-80
· A-81
· A-83
· A-91

Regionale Autovías:
· A-92
· A-92G
· A-92M
· A-92N
· A-316
· A-318
· A-334
· A-357
· A-376
· A-381
· A-382
· A-383
· ARA-A1
· ARA-A2
· ARA-A3
· AS-I
· AS-II
· AS-III
· BI-631
· BI-636
· BI-637
· GI-131
· A-636
· CM-10
· CM-40
· CM-41
· CM-42
· CM-43
· CM-44
· CM-45
· A-231
· A-601
· CL-631
· C-13
· C-14
· C-15
· C-16
· C-17
· C-25
· C-31
· C-32
· C-33
· C-35
· C-58
· C-60
· C-65
· EX-A1
· EX-A2
· EX-A3
· EX-A4
· EX-C1
· AG-11
· AG-22
· AG-41
· AG-53
· AG-54
· AG-55
· AG-56
· AG-57
· AG-58
· AG-59
· AG-64
· M-45
· M-406
· M-407
· M-409
· M-501
· M-506
· M-607
· RM-1
· RM-2
· RM-3
· RM-11
· RM-15
· RM-16
· RM-17
· RM-23
· CV-10
· CV-30
· CV-31
· CV-35
· CV-36
· CV-60
· CV-80
· GC-1
· GC-2
· GC-3
· GC-4
· LZ-3
· TF-1
· TF-2
· TF-4
· TF-5
· Ma-1
· Ma-13
· Ma-19
· Ma-20

Stedelijke Autovías
· AC-10
· AC-11
· AC-12
· AC-14
· AI-12
· AI-81
· AI-82
· AL-12
· AL-14
· AV-20
· BA-11
· BA-20      
· B-10
· B-20 
· B-21      
· B-22 
· B-23    
· B-24
· B-30   
· B-40 
· BU-11 
· BU-30 
· CC-11      
· CC-21  
· CC-23 
· CA-31    
· CA-32   
· CA-33   
· CA-34 
· CA-35 
· CA-36 
· CO-31 
· CO-32 
· CT-31   
· CT-32   
· CT-33    
· CT-34        
· CS-22 
· CO-31
· CO-32
· CU-11
· EL-20
· EL-28
· FE-11
· FE-12 
· FE-13
· FE-14
· GJ-10
· GJ-20
· GJ-81
· GR-12
· GR-14
· GR-16
· GR-30
· GR-43
· H-30
· H-31
· JA-12
· JA-14
· LE-12
· LE-20
· LE-30
· LL-11
· LL-12
· LO-20
· LU-11
· M-11
· M-12
· M-13
· M-14
· M-21
· M-22
· M-23
· M-30
· M-31
· M-40
· M-50
· MA-20
· MA-21
· MA-22
· MA-23
· MA-24
· MA-40
· MU-30
· MU-31
· O-11
· O-12
· O-14
· OU-11
· P-11
· PO-10
· PO-11
· PO-12
· PU-11
· SA-11
· SA-20
· S-10
· S-20
· S-30
· SC-11
· SC-12
· SC-20
· SC-21
· SG-20
· SE-20
· SE-30
· SE-40
· SE-50
· SO-20
· T-11
· TO-20
· TO-21
· TO-22
· TO-23
· VA-11
· VA-12
· VA-20
· VA-30
· V-11
· V-15
· V-21
· V-23
· V-30
· V-31
· VG-20
· ZA-11
· ZA-12
· ZA-13
· ZA-30
· Z-30
· Z-32
· Z-40